# Dichecephala ovata
Dichecephala ovata är en skalbaggsart som beskrevs av Fahraeus 1857. Dichecephala ovata ingår i släktet Dichecephala och familjen Melolonthidae. Inga underarter finns listade i Catalogue of Life.